# K.L.A.R. Taschenbücher
K.L.A.R. ist eine Taschenbuchreihe, die im Verlag an der Ruhr erscheint und sich an leseschwache Schüler wendet. Die Abkürzung steht für kurz, leicht, aktuell und real.

## K.L.A.R. Taschenbücher

### Profil der Reihe „K.L.A.R. Taschenbücher“
K.L.A.R. Taschenbücher greifen unterschiedliche Themen auf, die teils problemorientiert, teils an den Interessen der Jugendlichen orientiert sind. Die Romane haben „überschaubare Leseabschnitte, ein leicht verständliches Vokabular und [greifen] die Sprache des Alltags“ auf. Zudem haben sie eine geringe Textmenge – selten mehr als 100 Seiten, die zudem in einer größeren Schriftart gesetzt sind. Die Bücher sind daher geeignet zur Förderung der Lesekompetenz, insbesondere für Jugendliche mit geringer Leseerfahrung. Zu jedem Roman erscheint begleitendes Unterrichtsmaterial in Form einer so genannten Literaturkartei.
Die Idee, Bücher für Nichtleser zu schreiben, stammt von der Autorin Annette Weber, die inzwischen viele Romane für diese Reihe beigesteuert hat. Ihr Grundgedanke ist es, „Bücher wieder einfacher“ zu machen, indem sie „dünner [sind und die Schrift wiederum] größer, damit die Schwelle leichter ist“ und „die Schüler das Gefühl haben: Das Buch schaffe ich zu lesen“. Die Handlung müsse von der wörtlichen Rede getragen werden, es müsse schnell klar sein, wer die Figuren sind und es müssen ebenso schnell spannend werden. Ihr erfolgreichster Roman bisher ist Im Chat war er noch so süß! mit bisher 120.000 verkauften Exemplaren (Stand: 2012).
Von Weber stammt auch die Idee für die Unterreihe K.L.A.R. reality, in der autobiografische Romane erscheinen, die ebenfalls für leseschwache Schüler aufgearbeitet sind. Dazu gibt es noch die Unterreihen Start-K.L.A.R. (für Grundschüler) und K.L.A.R.-Krimi.
Für K.L.A.R. schreiben neben Weber weitere bekannte deutsche Autoren wie Kurt Wasserfall, Florian Buschendorff, Volker W. Degener, Thorsten Steffens aber auch beispielsweise Sängerin Elli Erl (für die K.L.A.R. reality-Reihe).

### Liste der Bände
- Annette Weber: Sauf ruhig weiter, wenn du meinst. 2004. ISBN 978-3-86072-875-8.
- Annette Weber: Keine Chance, wer geht denn schon mit Türken. 2004. ISBN 978-3-86072-919-9.
- Kurt Wasserfall: Total verknallt! Echt kompliziert beim ersten Mal. 2004. ISBN 978-3-86072-931-1.
- Annette Weber: Aber ich bin doch selbst noch ein Kind. 2005. ISBN 978-3-86072-977-9.
- Monika Plöckinger: Ich habe echt keinen Hunger! 2005. ISBN 978-3-8346-0034-9.
- Ben Faridi: Aber Aisha ist doch nicht euer Eigentum![5]. 2005. ISBN 3-8346-0055-5.
- Annette Weber: Merkt doch keiner, wenn ich schwänze. 2006. ISBN 978-3-8346-0036-3.
- Annette Weber: Im Chat war er noch so süß. 2006. ISBN 978-3-8346-0065-3.
- Kurt Wasserfall: Und schneller als die Bullen waren wir auch! 2006. ISBN 978-3-8346-0168-1.
- Wolfgang Kindler: Dich machen wir fertig! 2007. ISBN 978-3-8346-0286-2.
- Wolfram Hänel: Du bist doch nur noch zugekifft! 2007. ISBN 978-3-8346-0326-5.
- Annette Weber: Das ist mein Typ, du Miststück. 2008. ISBN 978-3-8346-0446-0.
- Florian Buschendorff: Ich will mehr Muskeln – egal wie!. 2008. ISBN 978-3-8346-0405-7.
- Wolfgang Kindler: Ein Fußballer muss das aushalten! 2008. ISBN 978-3-8346-0401-9.
- Annette Weber: Dann zieh ich eben zu Dad! 2008. ISBN 978-3-8346-0507-8.
- Frank G. Pohl: Bist du schwul, oder was?[6]. 2008. ISBN 978-3-8346-0444-6.
- Kurt Wasserfall: Ich bin schon wieder völlig pleite! 2008. ISBN 978-3-8346-0403-3.
- Armin Kaster: Im Netz gewinn ich jeden Fight 2009. ISBN 978-3-8346-0503-0.
- Wolfgang Kindler: Den haben wir voll abgezogen! 2009. ISBN 978-3-8346-0448-4.
- Anna Siebenstein: Ich will so sexy sein wie ihr! 2009. ISBN 978-3-8346-0527-6.
- Luisa Hartmann: Na und, dann sind die eben rechts! 2010. ISBN 978-3-8346-0505-4.
- Kurt Wasserfall: Stress nicht so rum, ich find schon ’nen Job! 2010. ISBN 978-3-8346-0672-3.
- Volker W. Degener: Scheiße, der will Amok laufen! 2010. ISBN 978-3-8346-0727-0.
- Armin Kaster: Wozu soll ich denn noch leben? 2010. ISBN 978-3-8346-0644-0.
- Florian Buschendorff: Geil, das peinliche Foto stellen wir online! 2010. ISBN 978-3-8346-0729-4.
- Petra Bartoli-y-Eckert: Meine Mutter säuft doch nicht! 2010. ISBN 978-3-8346-0642-6.
- Annette Weber: Im Chat war er noch so süß – die Fortsetzung! 2011. ISBN 978-3-8346-0885-7.
- Armin Kaster: Ich hab schon über 500 Freunde! 2012. ISBN 978-3-8346-2278-5.
- Annette Weber: Das erste Mal – wird’s heut passieren?. 2013. ISBN 978-3-8346-2335-5.
- Annette Weber: Heute schießen wir uns mal wieder richtig ab! 2013. ISBN 978-3-8346-2397-3.
- Armin Kaster: Komm, lass uns ein Ding drehen! 2014. ISBN 978-3-8346-2623-3.
- Armin Kaster: Die Neuen passen hier nicht rein! 2015. ISBN 978-3-8346-2764-3.
- Florian Buschendorff: Ohne Handy voll am Arsch! 2015. ISBN 978-3-8346-2921-0.
- Friederike Schmöe: Jetzt trägt sie auch noch Kopftuch! 2016. ISBN 978-3-8346-3061-2.
- Florian Buschendorff: Ich werde YouTube-Star! 2017. ISBN 978-3-8346-3543-3.
- Armin Kaster: Real Life – viel krasser als jedes Game! 2018. ISBN 978-3-8346-3807-6.
- Annette Weber: Online war er noch so süß[7]. 2018. ISBN 978-3-8346-3922-6.
- Thorsten Steffens: Dann bleib ich eben sitzen! 2019. ISBN 978-3-8346-4060-4.
- Anna Siebenstein: Ich bin ja nicht rechts, aber... 2020. ISBN 978-3-8346-4333-9.

## K.L.A.R. reality

### Profil der Reihe „K.L.A.R. reality“
Die Bücher der Reihe K.L.A.R. reality, die laut Verlagsangaben autobiografisch basiert sein sollen, kreisen um die Themen Adoption (Verurteilt 2010), Aids (Abgestürzt 2009, Verletzt 2016), Asyl (Abgeschoben 2011), Castingshow (Gecastet 2011), Drogen (Abgeschoben 2011, Abgestürzt 2009, Gecastet 2011), Jugendkriminalität (Abgeschoben 2011, Gecastet 2011, Verurteilt 2010), Musik (Abgemixt 2010, Gecastet 2011) und behandeln häufig die Probleme Heranwachsender, u. a. auch die erste Liebe (Verletzt 2016) und häufig Familienprobleme (etwa Abgestürzt 2009, Verletzt 2016, Verurteilt 2010). Es geht ferner darum, den eigenen Weg im Leben zu finden (Gecastet 2011). Die Reihe greift aber auch aktuelle Themen wie Integration und Ausländerfeindlichkeit vor dem Hintergrund des syrischen Bürgerkriegs und der Flüchtlingskrise auf (Aus Syrien geflüchtet, 2018).

### Liste der Bände
- Marie Kaufmann und Anette Weber: Abgestürzt. 2009. ISBN 978-3-8346-0576-4.
- Annette Weber und Matthias Thien: Abgehauen. 2009. ISBN 978-3-8346-0574-0.
- Annette Weber und David Beck: Verurteilt. 2010. ISBN 978-3-8346-0650-1.
- Hasan Tas und Annette Weber: Abgemixt. 2010. ISBN 978-3-8346-0731-7.
- Annette Weber und Djamal Samiri: Abgeschoben. 2011. ISBN 978-3-8346-0886-4.
- Annette Weber und Jenny Federson: Verheimlicht. 2011. ISBN 978-3-8346-0796-6.
- Elli Erl und Petra Bartoli y Eckert: Gecastet. 2011. ISBN 978-3-8346-0798-0.
- Stella Negri und Annette Weber: Verletzt. 2016. ISBN 978-3-8346-0648-8.
- Seif Arsalan und Annette Weber: Aus Syrien geflüchtet. 2018. ISBN 978-3-8346-3805-2.